# Lorenzo de Zavala
Manuel Lorenzo Justiniano de Zavala y Saenz (Tecoh, 3 ottobre 1788 – Channelview, 15 novembre 1836) è stato un politico messicano, che ricoprì la carica di Vicepresidente della Repubblica del Texas dal 16 marzo 1836 al 22 ottobre 1836.
Dopo la separazione dal Messico nel 1836, il Texas è stato un paese indipendente per 10 anni. 
Fu membro della Massoneria.
Prima di allora ha avuto una lunga carriera come politico liberale in Messico, ed è stato anche uno scrittore.
Il suo nome completo era Manuel Lorenzo Justiniano de Zavala y Sáenz. 
Nacque il 3 ottobre 1788 a Tecoh, vicino a Mérida, nell'attuale Yucatán , in Messico. 
A quel tempo, il Messico faceva parte dell'Impero spagnolo. Zavala fu educato a Mérida, diplomandosi al Seminario tridentino di San Ildefonso nel 1807. 
Divenne giornalista, fondando e dirigendo numerosi nuovi giornali. Un intellettuale liberale, Zavala ha sostenuto le riforme politiche democratiche in Messico. La Spagna e il suo impero erano governati da un re e le autorità spagnole non volevano che il Messico diventasse una democrazia. Nel 1814 Zavala fu imprigionato per le sue attività riformiste. In prigione Zavala ha studiato medicina e ha imparato l'inglese da solo. Dopo essere stato liberato nel 1817, ha lavorato come medico a Mérida.
Nel 1820 Zavala prestò servizio nell'assemblea provinciale nello Yucatán. L'anno successivo si recò a Madrid, in Spagna, come deputato delle Cortes (parlamento) spagnole. Zavala tornò in Messico più tardi nel 1821, dopo che il Messico aveva ottenuto l'indipendenza dalla Spagna. Zavala era un membro del Primo Congresso Costituente del Messico nel 1822. Nel 1824 fu presidente del Secondo Congresso Costituente, che redasse una costituzione per la nuova repubblica messicana. Zavala era governatore dello stato del Messicoper alcuni anni, avviando un programma di riforma agraria e istituendo un sistema scolastico pubblico e biblioteche pubbliche. Divenne ministro del tesoro del Messico sotto il presidente Vicente Guerrero nel 1829. Guerrero e Zavala erano entrambi federalisti, favorendo un governo centrale limitato e ampi poteri di autogoverno per gli stati messicani. Verso la fine del 1829 i centralisti, una fazione politica rivale che voleva stabilire un forte governo centrale, cacciarono Guerrero. Zavala è stato brevemente posto agli arresti domiciliari.
Nel 1830 Zavala andò in esilio negli Stati Uniti e poi viaggiò in Francia e in Inghilterra. Mentre era in esilio, Zavala scrisse un libro di storia in due volumi, Historical Essay on the Revolutions of Mexico from 1808 to 1830 ("Historical Essay on the Revolutions of Mexico from 1808 to 1830"; 1831–32). In seguito scrisse il libro Viaggio negli Stati Uniti del Nord America ( 1834 ).
Zavala tornò in Messico quando i federalisti ripresero il potere nel 1832. Servì ancora una volta come governatore dello stato del Messico prima di tornare al congresso nazionale come deputato. Il presidente messicano Antonio López de Santa Anna lo nominò ministro in Francia alla fine del 1833. Dopo che Zavala arrivò in Francia nel 1834, tuttavia, scoprì che Santa Anna governava il Messico come dittatore. Zavala ha quindi rassegnato le dimissioni ed è tornato a New York City.
Nel 1835 Zavala si trasferì in Texas (che allora faceva parte del Messico), dove aveva acquistato grandi appezzamenti di terreno. Santa Anna ha ordinato il suo arresto, ma le autorità locali del Texas hanno rifiutato di eseguire l'ordine. All'inizio Zavala sostenne gli sforzi per rovesciare il governo di Santa Anna e ristabilire una repubblica messicana democratica, con il Texas come stato messicano separato. Ben presto, tuttavia, iniziò a favorire l'indipendenza del Texas. Zavala fu uno dei firmatari della Dichiarazione di indipendenza del Texas nel 1836 e aiutò a scrivere la costituzione per la nuova Repubblica del Texas. Nel marzo 1836 divenne vicepresidente del governo ad interim della repubblica. La cattiva salute lo spinse a dimettersi nell'ottobre di quell'anno. Zavala morì il 15 novembre 1836, in quella che oggi è la contea di Harris, in Texas. Tra i luoghi del Texas a lui intitolati c'è la contea di Zavala
Tejano Lorenzo de Zavala è il progettista accreditato della prima Bandiera nazionale della Repubblica del Texas, accettata nella dichiarazione di indipendenza del 1836. Non esiste alcuna replica superstite conosciuta della bandiera. Si ritiene che sia una stella bianca a cinque punte in campo blu con le lettere "TEXAS" incise tra le punte.